# Avis, Bồ Đào Nha
Avis là một huyện thuộc tỉnh Portalegre, Bồ Đào Nha. Huyện này có diện tích 606 km², dân số thời điểm năm 2001 là 5197 người.